# Bernd Heyden
Bernd Heyden (* 23. August 1940 in Swinemünde; † 25. April 1984 in Berlin) war ein deutscher Fotograf. Er wurde durch seine Fotografien aus dem Berliner Stadtteil Prenzlauer Berg bekannt.

## Leben
Heyden wurde geboren als Sohn eines Berliner Maßschneiders. 1946 trennten sich die Eltern; er wuchs bei der Mutter im Bötzow-Viertel des Prenzlauer Bergs auf. 1954 verließ er mit der 8. Klasse die Schule, anschließend begann er eine Lehre als Damenschneider. Ab 1957 arbeitete er als Bügler im Konfektionsbetrieb VEB Treffmodelle, daneben übernahm er bis 1961 Gelegenheitsarbeiten in West-Berlin und war aktiver Radsportler. 1962 wurde er Chauffeur des Rektors der Hochschule für bildende und angewandte Kunst in Berlin-Weißensee, 1963 persönlicher Fahrer des Leiters des Instituts für angewandte Kunst, das 1972 im Amt für industrielle Formgestaltung aufging.
Ab 1965 unternahm er erste fotografische Versuche, ab 1967 arbeitete er in dem von Arno Fischer und Sibylle Bergemann gegründeten »Club junger Fotografen« mit. Ab 1969 erfolgten erste Veröffentlichungen. Zwischen 1970 und 1980 entstanden nahezu alle überlieferten Bilder aus dem Prenzlauer Berg mit weit über 1000 Motiven. 1972 bekam er die Ehrennadel für Fotografie des Deutschen Kulturbundes in Bronze. Von 1972 bis 1976 war er formell als Laborant des Fotografen Georg Eckelt tätig. Ab 1972 begann er de facto, ab 1976 de jure eine freiberufliche Arbeit als Fotograf. 1974 wurde er für sechs Monate zum Wehrdienst eingezogen. 1976 wurde er als Kandidat, 1978 als Mitglied in den Verband Bildender Künstler der DDR aufgenommen. Nach langjähriger Alkoholkrankheit erlag er 1984 einem schweren, vermutlich epileptischen Anfall.
Der fotografische Nachlass von Bernd Heyden wird vom Bildarchiv Preußischer Kulturbesitz (bpk) in Berlin verwaltet.

## Zitat
„Bernd Heydens Prenzlauer-Berg-Bilder sind wie Tagebuchblätter, so persönlich, so bekenntnishaft. Es ist der Blick des Beteiligten, nicht der des Passanten – nicht Pose, sondern Wesen.“ (Jutta Voigt, Sonntag, Nr. 22/1984)

## Buchpublikationen
- Bernd Heyden: Auf der Straße. Fotogalerie Berlin-Friedrichshain, Berlin 1987.
- Günther Drommer (Hrsg.): Schau ins Land. Ein Foto-Lese-Buch. Aufbau-Verlag, Berlin, Weimar 1989, ISBN 3-351-01453-8. Lizenzausgabe: Luchterhand Literaturverlag, Frankfurt am Main 1989, ISBN 3-630-86708-1.
- Ulrich Zieger: In der Finsternis. Mit Fotografien von Bernd Heyden. Druckhaus Galrev, Berlin 1993, ISBN 3-910161-42-1.
- Prenzlauer Berg. Ein Bezirk zwischen Legende und Alltag. Nicolai Verlag, Berlin 1996, ISBN 3-87584-538-2.
- Leben im Prenzlauer Berg. Ein Berliner Fotoalbum. Städtebilder Fotoarchiv und Verlag, Fürth 1998.
- Martina Hanf, Kristin Schulz (Hrsg.): Das blanke Wesen. Arbeitsbuch Thomas Brasch. Mit Fotos von Bernd Heyden, Theater der Zeit, Berlin 2004, ISBN 3-934344-36-4.
- Bernd Heyden: Berlin – Ecke Prenzlauer. Fotografien 1966–1980. Lehmstedt Verlag, Leipzig 2008, ISBN 978-3-937146-61-4.
- Bernd Heyden: Auf der Rennbahn. Fotografien 1966–1972. Lehmstedt Verlag, Leipzig 2009, ISBN 978-3-937146-79-9.

## Ausstellungen (mutmaßlich unvollständig)

### Einzelausstellungen
- 1976; Berlin, Stadtbibliothek Berlin
- 1978: Berlin, Galerie Junge Kunst im Haus der jungen Talente
- 1981: Berlin, Galerie Sophienstraße
- 1981: Greifswald, Greifen-Galerie (mit Gerhild Freese)
- postum 1987: Berlin, Fotogalerie Friedrichshain („Auf der Straße“)

### Teilnahme an zentralen und wichtigen regionalen Ausstellungen in der DDR
- 1977/1978 und 1987/1988: Dresden, VIII. und X. Kunstausstellung der DDR
- 1979 und 1982: Berlin, Bezirkskunstausstellungen